# Coenaculum
Jeruzsálemben, a  Sion-hegyen található a Coenaculum szép, csúcsíves csarnoka, amelyet a keresztény hagyomány az utolsó vacsora színhelyeként tart számon. A lényegében üres teremben, amely jelenleg a muzulmánok birtokában van, az iszlám imafülkén kívül egy kis kőrakás jelöli azt a helyet, ahol Jézus az utolsó vacsora alatt tartózkodott, s ahol bejelentette, hogy valaki a 12 apostol közül – vagyis Júdás – majd elárulja őt. A Jeruzsálembe látogató legtöbb zarándok meglátogatja a Coenaculumot. Nem messze található az a templom, amelyben a hagyomány szerint Mária elszenderült, s melynek Patrona Hungariae oldalkápolnáját magyar hívők adományaiból építették fel, s művészi kivitelű szép mozaikja Máriát mint a magyarok nagyasszonyát ábrázolja, feje felett Szent István koronáját tartó angyalokkal.